# Бантау (Арђеш)
Бантау (рум. Bântău) насеље је у Румунији у округу Арђеш у општини Леордени. Oпштина се налази на надморској висини од 280 m.

## Становништво
Према подацима из 2002. године у насељу је живело 73 становника, од којих су сви румунске националности.